# Władysław Warchoł
Władysław Warchoł (ur. 11 grudnia 1895 w Przybówce, zm. wiosną 1940 w Charkowie) – podpułkownik piechoty Wojska Polskiego, kawaler Orderu Virtuti Militari, ofiara zbrodni katyńskiej.

## Życiorys
Syn Alojzego urodzony 11 grudnia 1895 w Przybówce, w ówczesnym powiecie jasielskim Królestwa Galicji i Lodomerii. W latach 1906–1914 uczęszczał do c. k. Gimnazjum w Jaśle.
W czasie I wojny światowej walczył w szeregach cesarskiej i królewskiej Armii. Jego oddziałem macierzystym był Pułk Piechoty Nr 40. Został mianowany chorążym rezerwy, a na stopień podporucznika rezerwy awansował ze starszeństwem z 1 stycznia 1916 w korpusie oficerów piechoty.
5 listopada 1918 został przyjęty do Wojska Polskiego. W czasie wojny z bolszewikami dowodził III batalionem 48 Pułku Piechoty. Wyróżnił się 5 czerwca 1920 w natarciu na silnie umocnioną pozycję nieprzyjaciela pod wsią Słobódka. Po śmierci porucznika Franciszka Zegarskiego objął dowództwo 9. kompanii, poprowadził ją do szturmu i zajął pozycje przeciwnika. W czasie szturmu został ranny, lecz mimo upływu krwi pozostał na pozycji do czasu przybycia najstarszego oficera, któremu przekazał dowództwo batalionu. Za ten czyn pułkownik Kazimierz Łukoski sporządził 16 lutego 1925 wniosek o odznaczenie kapitana Warchoła Orderem Virtuti Militari, lecz wniosek nie został pozytywnie rozpatrzony.
Po zakończeniu działań wojennych pozostał w wojsku jako oficer zawodowy i kontynuował służbę w 48 pp. 3 maja 1922 został zweryfikowany w stopniu kapitana ze starszeństwem z 1 czerwca 1919 i 701. lokatą w korpusie oficerów piechoty. Później został przeniesiony do 83 Pułku Piechoty w Kobryniu. 12 kwietnia 1927 został mianowany majorem ze starszeństwem z 1 stycznia 1927 i 26. lokatą w korpusie oficerów piechoty. W maju tego roku został wyznaczony na stanowisko dowódcy III batalionu. W kwietniu 1928 został przesunięty na stanowisko kwatermistrza. W czerwcu 1933 został przeniesiony z 83 pp do 5 Pułku Strzelców Podhalańskich w Przemyślu na stanowisko dowódcy batalionu. Na stopień podpułkownika został mianowany ze starszeństwem z 19 marca 1938 i 4. lokatą w korpusie oficerów piechoty. W 1939 pełnił służbę w 43 Pułku Piechoty w Dubnie na stanowisku dowódcy II batalionu, detaszowanego w Brodach.
W czasie kampanii wrześniowej 1939 dowodził batalionem strzelców nr 11, powstałym na bazie II/43 pp w Brodach. Na jego czele walczył w bitwie pod Mokrą. Następnie dowodził odtworzonym 43 Pułkiem Piechoty w drugiej bitwie pod Tomaszowem Lubelskim. Po agresji ZSRR na Polskę w nieznanych okolicznościach dostał się do niewoli sowieckiej i przebywał w obozie w Starobielsku. Wiosną 1940 został zamordowany przez funkcjonariuszy NKWD w Charkowie i pogrzebany w bezimiennej mogile zbiorowej w Piatichatkach, gdzie od 17 czerwca 2000 mieści się Cmentarz Ofiar Totalitaryzmu w Charkowie. Figuruje na tzw. liście Gajdideja pod pozycją 444.
5 października 2007 minister obrony narodowej Aleksander Szczygło mianował go pośmiertnie na stopień pułkownika. Awans został ogłoszony 9 listopada 2007 w Warszawie, w trakcie uroczystości „Katyń Pamiętamy – Uczcijmy Pamięć Bohaterów”.

## Ordery i odznaczenia
- Krzyż Srebrny Orderu Wojskowego Virtuti Militari – 13 września 1939 przez dowódcę Armii „Łódź” i „Warszawa” gen. dyw. Juliusza Rómmla[33]
- Krzyż Walecznych dwukrotnie[34][35]
- Złoty Krzyż Zasługi – 19 marca 1935 „za zasługi w służbie wojskowej”[36][24]

austro-węgierskie
- Brązowy Medal Zasługi Wojskowej z mieczami na wstążce Krzyża Zasługi Wojskowej[5]
- Srebrny Medal Waleczności 1 klasy[5]
- Srebrny Medal Waleczności 2 klasy[5]
- Brązowy Medal Waleczności[5]
- Krzyż Wojskowy Karola[5]